# LaSiete
LaSiete è stato un canale televisivo privato spagnolo edito da Mediaset España Comunicación.
Ha sostituito Telecinco 2 dal 18 maggio 2009.

## Storia
Il canale era l'erede di Telecinco 2, che a sua volta aveva sostituito Telecinco Sport. Il nome LaSiete stava a indicare una possibile collocazione sul pulsante 7 del telecomando, nonostante in Spagna non esista una LCN.
La sua programmazione inizialmente consisteva nelle repliche di alcuni programmi di Telecinco e Cuatro, e in alcuni programmi originali destinati a un pubblico giovanile, nel 2013 ha cambiato totalmente target programmando serie tv, film e telenovelas destinate a un pubblico femminile.
Il 6 maggio 2014 LaSiete viene chiuso in seguito a una sentenza che annulla la concessione a trasmettere a nove canali, tra cui LaSiete e Nueve (altro canale del gruppo), a causa di irregolarità del concorso pubblico per l'aggiudicazione di essi.

## Ascolti
|      | Gennaio | Febbraio | Marzo | Aprile | Maggio | Giugno | Luglio | Agosto | Settembre | Ottobre | Novembre | Dicembre | Media annuale |
| ---- | ------- | -------- | ----- | ------ | ------ | ------ | ------ | ------ | --------- | ------- | -------- | -------- | ------------- |
| 2009 | -       | -        | -     | -      | 0,4%** | 0,5%   | 0,5%   | 0,8%   | 0,9%      | 1,0%    | 0,9%     | 0,8%     | 0,8%          |
| 2010 | 0,9%    | 1,1%     | 1,0%  | 1,2%   | 1,4%   | 1,4%   | 1,5%   | 1,6%   | 1,4%      | 1,6%    | 1,7%     | 1,6%     | 1,4%          |
| 2011 | 1,4%    | 1,3%     | 1,4%  | 1,5%   | 1,6%   | 1,7%   | 1,8%*  | 1,6%   | 1,4%      | 1,5%    | 1,5%     | 1,4%     | 1,5%          |
| 2012 | 1,4%    | 1,4%     | 1,6%  | 1,6%   | 1,5%   | 1,3%   |        |        |           |         |          |          | -             |

## Loghi

Logo di Telecinco 2 fino al 2008
Logo di Telecinco 2 dal 2008 al 25 luglio 2009
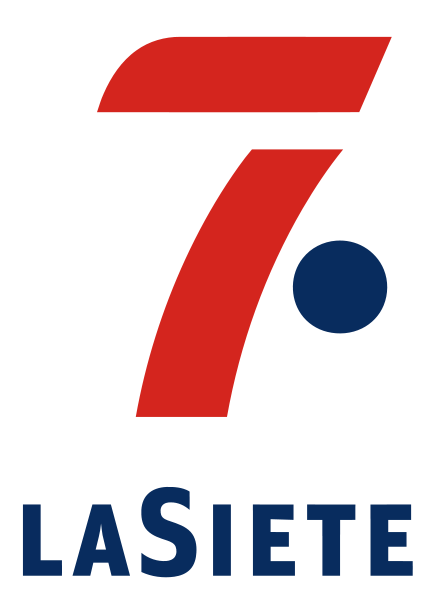
Logo di LaSiete dal 25 luglio 2009 al 6 febbraio 2012
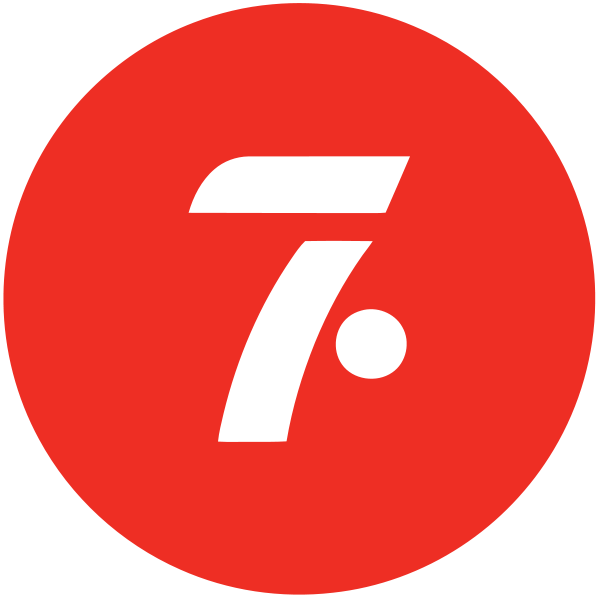
Logo di LaSiete dal 6 febbraio 2012 al 13 febbraio 2014.
Logo di LaSiete dal 14 febbraio 2014 al 6 maggio 2014